# David James
David Benjamin James (Welwyn Garden City, 1. kolovoza 1970.) je engleski umirovljeni nogometaš i sadašnji nogometni trener koji trenutačno radi kao nogometni komentator na britanskoj televizijskoj stanici BT Sport.
U svojoj bogatoj karijeri, James je nosio dresove timova Watford F.C., Liverpool F.C., Aston Villa F.C., West Ham United F.C., Manchester City F.C., Portsmouth F.C., Bristol City F.C., A.F.C. Bournemouth, ÍBV i Kerala Blasters. Za reprezentaciju Engleske je upisao 53 nastupa.
David James je rekorder po broju utakmica bez primljenog gola, 173, te je treći na listi igrača po broju minuta u engleskome Premiershipu.